# PPG Paints Arena
PPG Paints Arena – wielofunkcyjna hala w Pittsburghu w stanie Pensylwania (Stany Zjednoczone). Wybudowana w latach 2008–2010, została oddana do użytku 18 sierpnia 2010 pod nazwą Consol Energy Center. Obecną nazwę nosi od roku 2016. W hali rozgrywa od sezonu 2010/2011 swoje mecze drużyna ligi NHL Pittsburgh Penguins.